# Bibliothèque Wallonie-Bruxelles de Kinshasa
La Bibliothèque Wallonie-Bruxelles de Kinshasa est une bibliothèque de lecture publique et de recherche située à Kinshasa,,. 

## Historique
L’ouverture de la Bibliothèque Wallonie-Bruxelles (Walbru) remonte en 1986, différents types d'activités littéraires sont mensuellement programmées :
- des animations autour des livres et de la lecture (Plaisirs d'écrire, Conte de chez vous, etc.)[5] ;
- la présentation de livres (ou Baptême de livres) ;
- des rencontres régulières des écrivains (cercle d'écrivains) ;
- des visites guidées des élèves d'écoles partenaires ou des associations culturelles ;
- des conférences-débat à thème (Le Grand Débat du Centre Wallonie-Bruxelles) ;
- un Festival du livre ("La Grande Rentrée littéraire de Kinshasa")[6],[7] ;
- un concours de nouvelles « Prix Littéraire Zamenga »[8],[9] et un autre concours des littératures et sciences en langues congolaises « Prix Sene Mongaba »[10].

## Outils de recherche
La Bibliothèque Walbru est dotée d'un logiciel intégré de gestion de livres (PMB) qui permet aussi une consultation numérique de son catalogue par les lecteurs à travers le Réseau Mikanda.  